# Nematoda
Nématodes, vers ronds
Pour les articles homonymes, voir Nematodes.
Embranchement
Synonymes
- Nemates Cobb, 1919
- Nemata Cobb, 1919

Position phylogénétique
- Protostomia
  - Chétognathes
  - Lophotrochozoaires
  - Ecdysozoaires
    - Scalidophores
    - Nématozoaires
      - Nématomorphes
      - Nématodes

    - Panarthropodes

Les nématodes (Nematoda : « tubulaires »), ou vers ronds et effilés, constituent un embranchement de vers non segmentés.
Classés parmi les ecdysozoaires, ils sont recouverts d'une épaisse cuticule.
Ils représentent une part très importante de la diversité biologique sur terre et constituent, en nombre d'individus, les 4/5 du règne animal [source insuffisante]. Ubiquistes, on les trouve dans les sols du monde entier, mais ils sont plus nombreux en zone subarctique (38% du total). Plus de 3 000 espèces actuellement décrites vivent « libres » (dans les sols, l'eau, les sédiments, le bois mort ou dans la nécromasse où ils sont bactérivores ou détritivores ou micro-prédateurs). Certains parasitent des végétaux, des champignons ou des animaux (dans ce dernier cas, ils sont le plus souvent des parasites gastro-intestinaux mais quelques espèces colonisent d'autres types de tissus, musculaires notamment). Certains posent problème en agriculture parce qu'ils parasitent des plantes ou des animaux d'élevage, mais la plupart contribuent au bon fonctionnement des agrosystèmes et en sont des bioindicateurs, des cycles du sol et des plantes dont ils stimulent la croissance en améliorant le cycle des nutriments,.
La nématofaune désigne les différentes espèces de vers nématodes présents dans un espace donné.

## Description
Les nématodes sont vermiformes et souvent translucides et ou de couleur claire voire transparents. La plupart d'entre eux vivent dans les 15 premiers centimètres du sol et mesurent de 5 à 100 µm d'épaisseur et 0,1 à 2,5 mm de long. Les plus petits sont microscopiques. Des formes libres peuvent atteindre une taille de 5 cm, et des formes parasitiques 1 m.

## Physiologie
Ils sont dotés d'un tube digestif complet, c'est-à-dire avec bouche et anus.

Par contre, ils ne possèdent ni appareil respiratoire, ni appareil circulatoire, ni tunique musculaire.
Les nématodes sont des métazoaires triploblastiques cœlomés, autrefois classés parmi les Pseudocoelomata.
Le pseudo-cœlome correspond au blastocèle, qui est une cavité qui se forme lors du développement embryonnaire. Chez les annélidés, le blastocœle va perdurer au niveau du tube digestif et du système nerveux. La respiration se fait par diffusion au travers de la cuticule imperméable, percée de pores. Cette diffusion est passive, c'est-à-dire que l'organisme n'a plus de blastocœle ; la blastula forme une cavité entre le tube digestif et le derme. Cette cavité est appelée cavité secondaire.
Le système nerveux est formé d'un anneau céphalique, qui se prolonge par un cordon nerveux ventral et un cordon nerveux dorsal. Il y a un tube digestif complet composé d'un œsophage rhabditoïde (à deux renflements).

## Protection
La surface du corps d'un nématode peut être striée de raies rouges et noires, mais ce n'est en aucun cas une métamérie.
L'animal est doté d'un hydrosquelette sous pression, qui s'appuie sur sa cuticule, ce qui lui donne cette section circulaire. La cuticule est sécrétée par l'épiderme.
L'animal est recouvert de trois couches, deux de pseudo-kératine, et la troisième de collagène, ce qui forme un exosquelette inextensible. Les nématodes ont donc une croissance discontinue (on parle d'ecdysozoaires), par augmentation de la matrice cellulaire, car les nématodes ont la caractéristique d'avoir toujours le même nombre de cellules pour une espèce donnée (eutélie).
Chez les nématodes parasitant le système digestif d'autres espèces, les cellules myoépithéliales sont entourées de myofilaments, ce qui empêche qu'ils soient digérés, leur procurant ainsi une protection physique.

## Cycle de vie
Les nématodes sont dioïques et ont entre deux et quatre stades juvéniles.

### Reproduction
La plupart se reproduisent par voie sexuée. La fécondation est interne, le mâle dépose sa semence dans les voies génitales de la femelle, comme remarqué dès 1683 pour Ascaris lumbricoides (anciennement Lumbricus teres) par Edward Tyson.

## Phylogénétique
Des études génétiques ont montré que les arthropodes étaient très proches des nématodes.

## Locomotion

Locomotion du nématode Caenorhabditis elegans

Les nématodes ont des microfilaments orientés dans le sens antéro-postérieur. Les nématodes ne peuvent se contracter que dans le sens antéro-postérieur, ce qui leur procure un déplacement imprécis, par ondulations. Ces mouvements ne sont pas très efficaces dans l'eau, mais ils sont facilités par la présence de particules sur lesquelles le nématode peut prendre appui.

## Écologie

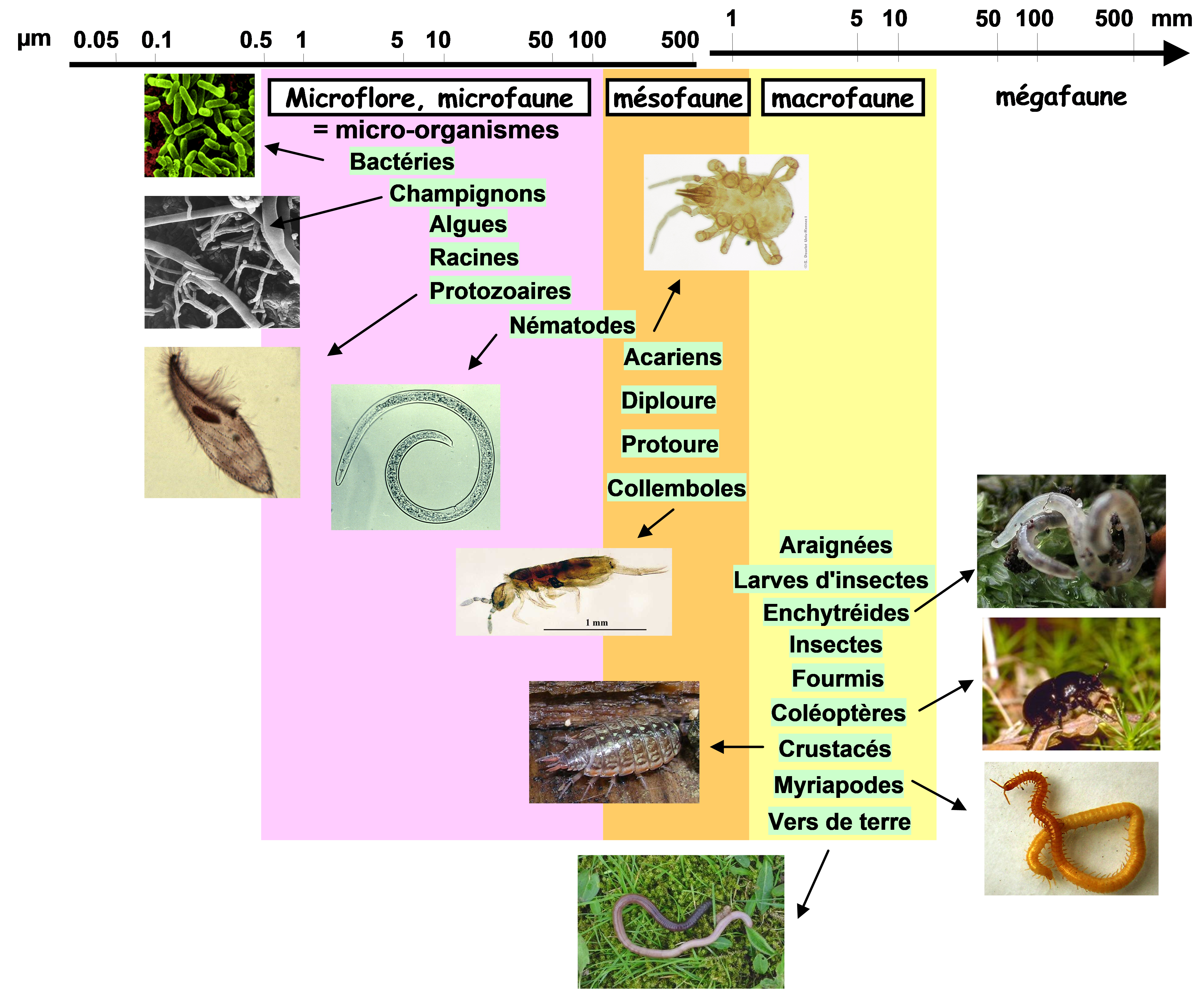
Taille et diversité des organismes du sol.

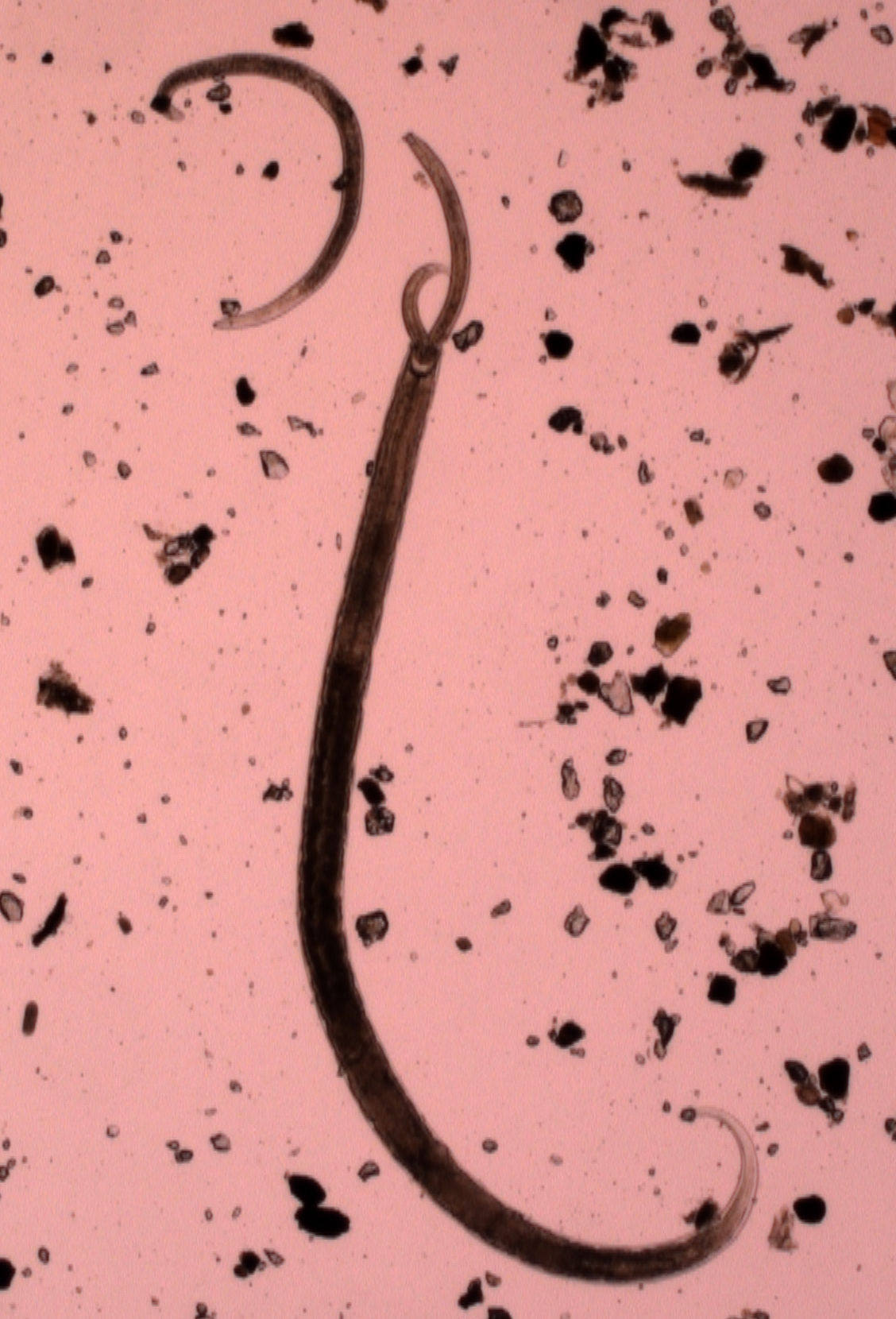
Un Mononchidae mangeant un autre Mononchidae.

Les nématodes libres ont colonisé tous les milieux. Organismes aquatiques, ils se rencontrent dans des environnements très diversifiés : eau du sol, eaux douces, saumâtres et salées, dans lesquelles ils composent la microfaune et surtout la mésofaune. Anguillula aceti vit dans le vinaigre.
D'autres sont parasites, avec un cycle ne nécessitant pas d'hôte intermédiaire (monoxène), alors que d'autres nécessitent deux hôtes (dixène), en particulier chez les filaires. Il est commode de les classer selon leur mode de transmission.
Beaucoup parasitent les racines de végétaux. Anguina tritici, communément appelé l'anguillule du blé, est affecté par les nématodes à kystes (Heterodera, etc.) et les nématodes à galles (Meloidogyne...). La phacélie est souvent considérée comme une plante nématicide ; ceci ne s'applique sans doute pas dans tous les cas et des effets inverses peuvent même être observés.
Les nématodes parasitent des invertébrés et des vertébrés. Ils vivent dans les cavités (intestin, rein), dans les vaisseaux sanguins ou dans les tissus. Les oxyures sont trouvés dans le tube digestif des arthropodes et des vertébrés (Enterobius vermicularis parasite l'humain). Les ascaris habitent le gros intestin des mammifères (Ascaris lumbricoides est hébergé dans l'intestin humain). La filaire de Bancroft (Wuchereria bancrofti) parasite les vaisseaux lymphatiques humains et peut causer l'éléphantiasis. La trichine (Trichinella spiralis) provoque la trichinose.
Certains nématodes présentent l'intérêt de parasiter certains insectes ravageurs des jardins : charançon rouge des palmiers, vers blancs ou otiorhynques (Heterorhabditis bacteriophora), mouches des terreaux (Steinernema feltiae), vers gris (Steinernema carpocapsae). Des formulations commerciales existent, mais leur coût élevé et leurs contraintes d'utilisation (entreposage au froid, conditions climatiques, mécanisation de l'épandage) limitent leur utilisation à grande échelle. Contre les nématodes parasites, certains agriculteurs préfèrent la lutte biologique aux nématicides écotoxiques utilisés dans la lutte chimique.

## Nomenclature, systématique et identification
Le groupe des vers ronds a été défini par K. Rudolphi en 1808 sous le nom Nematoidea, du grec νῆμα, νήματος / nêma, nḗmatos, « fil » et εἶδος / eîdos, « forme ». Le nom vernaculaire « nématode » est une corruption de ce taxon, qui a été reclassé en famille Nematodes par Burmeister, en 1837, puis en ordre Nematoda par K. M. Diesing, en 1861.
À l'origine, le taxon Nematoidea s'appliquait à l'ensemble des vers ronds et gordiens. Avec les Acanthocephala, Trematoda et Cestoidea, ils formaient le groupe Entozoa. La première différenciation entre vers ronds et vers gordiens, bien qu'incorrecte, est due à von Siebold (1843), avec les ordres Nematoidea et Gordiacei (Gordiacea). Ils étaient classés avec les Acanthocephala par Gegenbaur (1859) dans le nouveau phylum aujourd'hui obsolète des Nemathelminthes. Le taxon Nematoidea a été promu au rang d'embranchement par Ray Lankester (1877), incluant la famille des Gordiidae (gordiens). En 1919, Nathan Cobb proposa que les vers ronds constituent un embranchement à eux seuls. Il soutint également qu'il convenait de les appeler néma(s) plutôt que « nématodes » et définit le taxon Nemates (pluriel latin de nema).
Pour l'ITIS, le taxon Nematoda est invalide. Cobb ayant été le premier à définir un groupe exclusivement constitué de vers ronds, le taxon valide devrait être Nemates Cobb 1919 ou Nemata Cobb 1919. Toutefois, la désignation Nematoda est employée dans la majorité de la littérature scientifique actuelle.
L'identification du genre et de l'espèce, basée sur des critères morphologiques ou autres exige des compétences pointues et du temps. Le métabarcoding progresse pour ce vaste groupe taxinomique, mais en 2019 il n'est pas encore parfait.

### Classification
Classes et ordres :
- classe des Adenophorea
  - sous-classe des Chromadoria
    - Araeolaimida
    - Desmodorida
    - Desmoscolecida
    - Monhysterida

  - sous-classe des Enoplia
    - Dorylaimida
    - Enoplida
    - Mermithida
    - Muspiceida
    - Trichocephalida
- classe des Secernentea
  - Aphelenchida
  - Ascaridida - les ascaris
  - Camallanida
  - Diplogasterida
  - Rhabdiasida
  - Rhabditida
  - Spirurida
  - Strongylida - les strongles
  - Tylenchida

Anatomie d'un nématode mâle

Entre 15 000 et 25 000 espèces sont connues et décrites, mais il en existerait beaucoup plus : de 250 000 à 500 000, selon les sources.

## Inventaire mondial
Les nématodes sont les animaux terrestres les plus nombreux, leur abondance dépassant souvent le million par mètre carré. On estime en 2019 qu'ils constituent environ 80 % de tous les animaux terrestres,. Ils jouent un rôle important dans la communauté souterraine active et donc en écologie du sol (dans le sol, on les retrouve à tous les niveaux du réseau trophique).
En 2019, une étude, basée sur 6 759 échantillons géoréférencés a produit un modèle à haute résolution destiné à évaluer et cartographier l'abondance mondiale des nématodes, et à mieux décrire la composition de leurs groupes fonctionnels. Selon ce travail :
- il y a actuellement (4,4 ± 0,64) × 1020 nématodes dans le monde, soit une biomasse totale d'environ 0,3 gigatonnes[2] ;
- les régions qui en abritent le plus sont subarctiques (38 % du total) et tempérées (24 %), devant les régions tropicales (21 %)[2] ;
- la cartographie de ces variations mondiales reflète la fertilité et le fonctionnement des sols.

Cette étude vise à améliorer la compréhension des processus éco-pédologiques, mais aussi les modèles biogéochimiques mondiaux actuels et à venir : ils évoluent avec le climat, l'occupation et l'utilisation des sols, l'eutrophisation, la salinisation l'érosion, la pollution et la dégradation et l'acidification des sols.

## Nématodes parasites

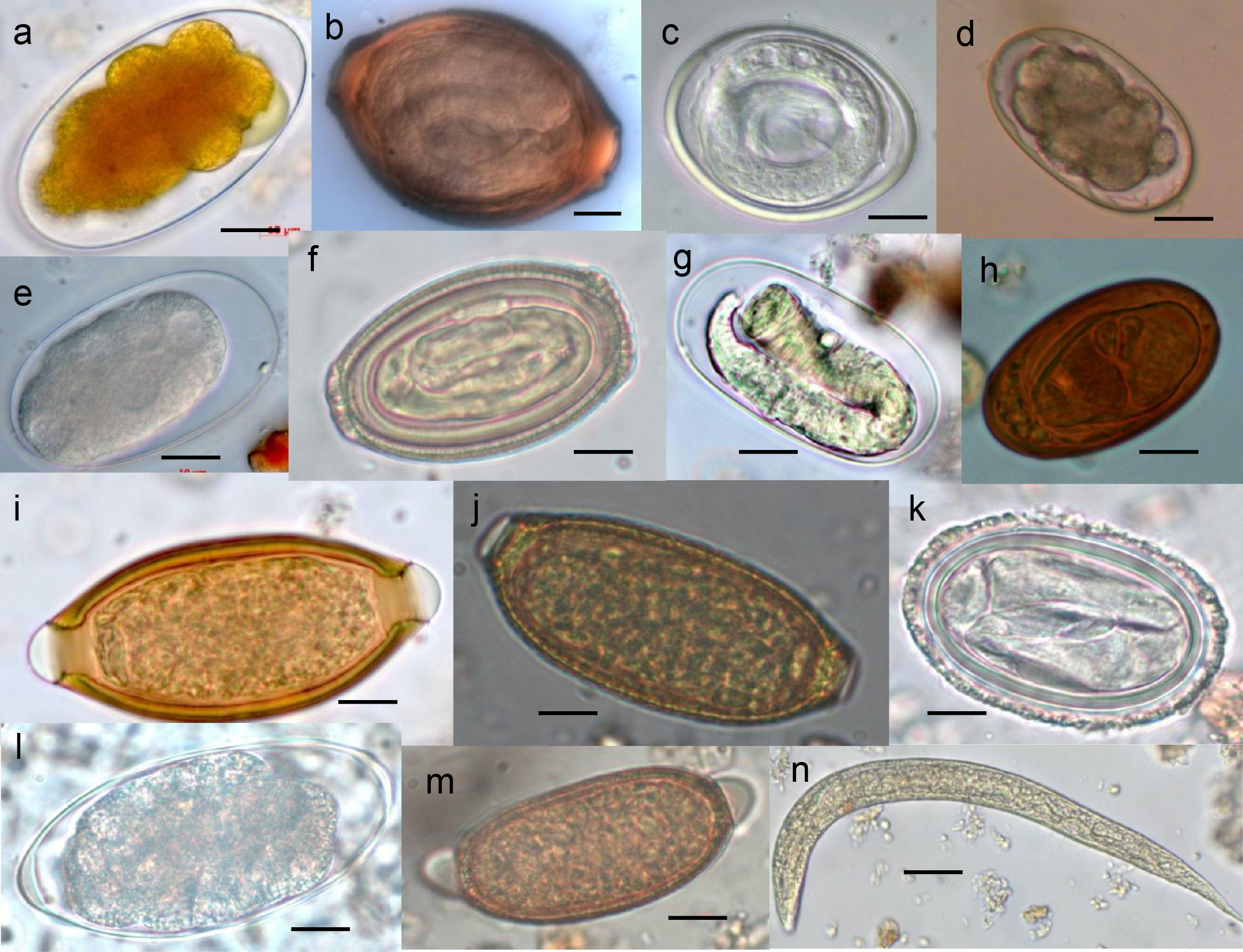
Œufs de vers parasites (surtout nématodes) dans des excréments de singes en Afrique.

### Parasites humains
Un certain nombre de nématodes parasitent l'humain et sont responsables de parasitoses :
- ascaridiose par ascaris (Ascaris lumbricoides) ;
- anisakiase par différents Anisakidae ;
- trichocéphalose par trichocéphale (Trichuris trichiura) ;
- oxyurose par oxyure (Enterobius vermicularis) ;
- ankylostomose par Ancylostoma duodenale et Necator americanus ;
- anguillulose par Strongyloides stercoralis ;
- trichinose ou trichinellose par Trichinella spiralis ;
- filarioses ;
- trichostrongyloïdoses ;
- angiostrongyloïdoses ;
- capillarioses ;
- larva migrans par Toxocara cani, Toxocara cati et Baylisascaris procyonis.

### Parasites d'autres mammifères
Il existe de nombreux parasites chez les animaux qui ne sont pas transmissibles à l'homme, mais qui peuvent causer des pertes économiques importantes en élevage. C'est notamment le cas d'Haemonchus contortus.

### Parasites d'insectes
- Gastromermis : parasite de l'éphémère
- Heterorhabditis bacteriophora : nématode entomopathogène, parasite de l'othiorrhynque, et de la larve du hanneton appelée aussi le ver blanc

### Parasites de plantes
Plusieurs espèces de nématodes phytopathogènes de la classe Enoplea incluent des parasites de plantes qui causent des dégâts directs en piquant les racines, mais surtout indirects en servant de vecteurs à des viroses :
- Dans la famille Trichodoridae, notamment les genres Trichodorus ou Paratrichodorus, sont vecteurs de virus du genre Tobravirus, par exemple le Tobacco rattle virus (en) (crépitement du tabac)
- Dans la famille Longidoridae, notamment les genres Longidorus ou Xiphinema, sont vecteurs de virus du genre Nepovirus, par exemple le Grapevine fanleaf virus (court-noué de la vigne)

Plusieurs espèces de nématodes de la classe Tylenchida incluent des parasites de plantes qui causent des dégâts directs aux racines, galles ou kystes.
- Dans la famille Heteroderidae, notamment les genres Meloidogyne ou Globodera, s'installent comme endoparasites dans les racines et y causent des galles ou des kystes. Les nématodes à galles, bien qu'insidieux car souterrains, comptent parmi les principaux ennemis des cultures[19].
- Dans la famille Pratylenchidae, notamment le genre Pratylenchus, restent mobiles dans le sol mais causent des lésions aux racines en se nourrissant de leur cortex[20].

## Utilisation
- Caenorhabditis elegans, qui vit dans le sol, est un organisme modèle en biologie.
- Certains nématodes sont utilisés comme bioindicateurs
- Des nématodes sont parfois utilisés en écotoxicologie ou toxicologie pour tester la toxicité de certains composés, métaux, etc.[21]